# Championnats de Grande-Bretagne de VTT
Les Championnats de Grande-Bretagne de VTT sont organisés par le British Cycling, et chaque vainqueur a le droit de porter le maillot de champion national jusqu'à l'année suivante.

## Palmarès

### Hommes

#### Cross-country

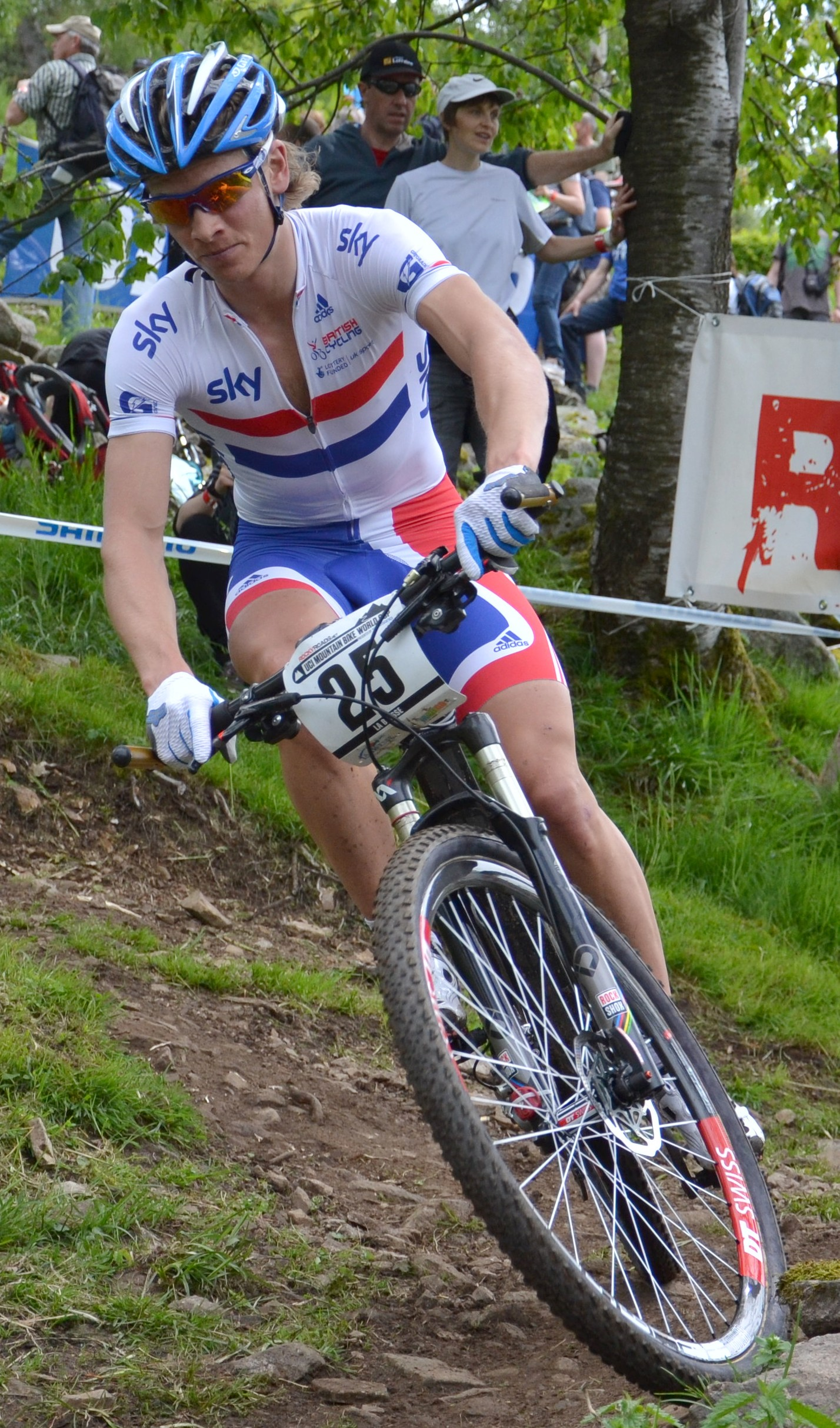
Liam Killeen, avec le maillot de champion de Grande-bretagne en 2012 à La Bresse

Élites
| Année | Or                 | Argent             | Bronze               |
| ----- | ------------------ | ------------------ | -------------------- |
| 1989  | Christopher Young  |                    |                      |
| 1991  | Tim Gould          |                    |                      |
| 1992  | David Baker        |                    |                      |
| 1993  | David Baker        |                    |                      |
| 1994  | David Baker        |                    |                      |
| 1995  | Barrie Clarke      |                    |                      |
| 1996  | Barrie Clarke      |                    |                      |
| 1997  | Nick Craig         |                    |                      |
| 1998  | Barrie Clarke      |                    |                      |
| 1999  | Paul Lasenby       | Oliver Beckingsale | Nick Craig           |
| 2000  | Nick Craig         | Carl Sturgeon      | Barrie Clarke        |
| 2001  | Oliver Beckingsale | Tim Morley         | Barrie Clarke        |
| 2002  | Oliver Beckingsale | Barrie Clarke      | Nick Craig           |
| 2003  | Nick Craig         | Barrie Clarke      | Oliver Beckingsale   |
| 2004  | Jody Crawforth     | Oliver Beckingsale | Nick Craig           |
| 2005  | Oliver Beckingsale | Nick Craig         | James Ouchterlony    |
| 2006  | Oliver Beckingsale | Philip Spencer     | Nick Craig           |
| 2007  | Oliver Beckingsale | Ian Wilkinson      | Nick Craig           |
| 2008  | Liam Killeen       | Oliver Beckingsale | Ian Wilkinson        |
| 2009  | Liam Killeen       | Oliver Beckingsale | Lee Williams         |
| 2010  | Liam Killeen       | Oliver Beckingsale | Paul Oldham          |
| 2011  | Liam Killeen       | Oliver Beckingsale | Lee Williams         |
| 2012  | Liam Killeen       | David Fletcher     | Oliver Beckingsale   |
| 2013  | Grant Ferguson     | Oliver Beckingsale | David Fletcher       |
| 2014  | Grant Ferguson     | Liam Killeen       | Paul Oldham          |
| 2015  | Grant Ferguson     | Phillip Pearce     | David Fletcher       |
| 2016  | Grant Ferguson     | David Fletcher     | Liam Killeen         |
| 2017  | Grant Ferguson     | Phillip Pearce     | Ian Field            |
| 2018  | Grant Ferguson     | Tom Bell           | Jason Bouttell       |
| 2019  | Frazer Clacherty   | Grant Ferguson     | Jason Bouttell       |
| 2021  | Frazer Clacherty   | Cameron Orr        | Christopher Rothwell |
| 2022  | Cameron Orr        | Thomas Mein        | Isaac Mundy          |
| 2023  | Charlie Aldridge   | Cameron Mason      | Cameron Orr          |

Espoirs
| Année | Or               | Argent               | Bronze               |
| ----- | ---------------- | -------------------- | -------------------- |
| 2000  | Ian Wilkinson    | Elliot Baxter        | Tim Morley           |
| 2002  | Liam Killeen     | Steve Farmer         | Simon Richardson     |
| 2003  | Liam Killeen     | Philip Spencer       | Steven Roach         |
| 2004  | Liam Killeen     | Philip Spencer       | Steven Roach         |
| 2005  | Simon Richardson | Ian Bibby            | Ian Field            |
| 2006  | Ian Field        | Steven Roach         | Ian Bibby            |
| 2007  | Ian Bibby        | Ross Creber          | Mark Thwaites        |
| 2008  | David Fletcher   | Ian Field            | Billy Joe Whenman    |
| 2009  | Scott Thwaites   | David Fletcher       | Anthony O'Boyle      |
| 2012  | Kenta Gallagher  | Grant Ferguson       | Steven James         |
| 2014  | Steven James     | Michael Thompson     | Isaac Pucci          |
| 2015  | Iain Paton       | Dylan Kerfoot-Robson | Michael Thompson     |
| 2016  | Frazer Clacherty | Mark McGuire         | David Creber         |
| 2017  | Frazer Clacherty | Iain Paton           | Christopher Rothwell |
| 2018  | Frazer Clacherty | Cameron Orr          | Christopher Rothwell |
| 2019  | Tom Pidcock      | Sean Flynn           | Cameron Orr          |
| 2021  | Harry Birchill   | Charlie Aldridge     | Rory McGuire         |
| 2022  | Charlie Aldridge | Joseph Blackmore     | Rory McGuire         |

Juniors
| Année | Or                         | Argent                 | Bronze               |
| ----- | -------------------------- | ---------------------- | -------------------- |
| 1999  | Richard Phillips-Schofield | Liam Killeen           | Joe Armstrong        |
| 2000  | Liam Killeen               | Graham Martin          | Phil Spencer         |
| 2001  | Jordan Aveyard             | Simon Richardson       | Ross Adams           |
| 2002  | Steven Clarke              | Jonathan Tiernan-Locke | Alex Cutler          |
| 2003  | Richard Firth              | Ian Legg               | Robert Wardell       |
| 2004  | Ian Legg                   | Christoffel Langdon    | Ian Field            |
| 2005  | Alex Atkins                | William Thompson       | Jamie Harris         |
| 2006  | Tom Last                   | Shaun Hurrell          | David Fletcher       |
| 2007  | David Fletcher             | Hamish Creber          | Alex Paton           |
| 2008  | Hamish Creeber             | Sebastian Batchelor    | Calum Chamberlain    |
| 2009  | Kenta Gallagher            | Steven James           | Robert Hassan        |
| 2012  | Samuel Stean               | Michael Thompson       | Alex Welburn         |
| 2013  | Michael Thompson           | Iain Paton             | Stiart Wilcox        |
| 2014  | Frazer Clacherty           | Thomas Graig           | Dylan Kerfoot-Robson |
| 2015  | Frazer Clacherty           | William Gascoyne       | Mark McGuire         |
| 2016  | William Gascoyne           | Cameron Orr            | Stan Pritchard       |
| 2017  | Daniel Tulett              | Cameron Orr            | Calum Fernie         |
| 2018  | Sean Flynn                 | Charlie Aldridge       | Cameron Mason        |
| 2019  | Harry Birchill             | Jonte Willins          | Jamie Johnston       |
| 2021  | Corran Carrick-Anderson    | Ben Chilton            | Nathan Smith         |
| 2022  | Max Greensill              | Bjoern Koerdt          | Nathan Smith         |

#### Descente
Élites
| Année | Or                 | Argent                    | Bronze                    |
| ----- | ------------------ | ------------------------- | ------------------------- |
| 1997  | Rob Warner         |                           |                           |
| 1998  | Rob Warner         | Tim Ponting               | Matthew Farmer            |
| 1999  | Steve Peat         | Crawford Carrick-Anderson | Ed Moseley                |
| 2000  | Steve Peat         | Rob Warner                | Crawford Carrick-Anderson |
| 2001  | Rob Warner         | Will Longden              | Ed Moseley                |
| 2002  | Steve Peat         | Stuart Hughes             | Daniel Harper             |
| 2003  | Steve Peat         | Will Longden              | Marc Beaumont             |
| 2004  | Gee Atherton       | Steve Peat                | Neil Donoghue             |
| 2005  | Steve Peat         | Marc Beaumont             | Daniel Stanbridge         |
| 2006  | Marc Beaumont      | Neil Donoghue             | Daniel Stanbridge         |
| 2007  | Marc Beaumont      | Neil Donoghue             | Matthew Simmonds          |
| 2008  | Steve Peat         | Marc Beaumont             | Neil Donoghue             |
| 2009  | Gee Atherton       | Ben Cathro                | Matthew Simmonds          |
| 2010  | Steve Peat         | Gee Atherton              | Josh Bryeland             |
| 2011  | Ruaridh Cunningham | Adam Brayton              | Alex Bond                 |
| 2012  | Gee Atherton       | Joshua Bryceland          | Steve Peat                |
| 2013  | Gee Atherton       | Joseph Smith              | Greg Williamson           |
| 2014  | Joshua Bryceland   | Gee Atherton              | Joseph Smith              |
| 2015  | Danny Hart         | Sam Dale                  | Ruaridh Cunningham        |
| 2016  | Greg Williamson    | Danny Hart                | Steve Peat                |
| 2017  | Greg Williamson    | Charlie Hatton            | Danny Hart                |
| 2018  | Matt Walker        | Danny Hart                | Greg Williamson           |
| 2019  | Danny Hart         | Charlie Hatton            | Joe Breeden               |
| 2021  | Matt Walker        | Charlie Hatton            | Danny Hart                |
| 2022  | Owen Scott         | Sean Petig                | Lewis Munro               |
| 2023  | Matt Walker        | Danny Hart                | Joe Breeden               |

Juniors
| Année | Or                 | Argent               | Bronze             |
| ----- | ------------------ | -------------------- | ------------------ |
| 1998  | Kristopher Lee     | Jon Cheetham         | Steve Barker       |
| 1999  | Neil Donoghue      | Robert Jarman        | Alan Blyth         |
| 2000  | Stu Thomson        | Mark Ellison         | Samuel Furness     |
| 2001  | Jonathan Brain     | Christopher Marshall | Nick Platt         |
| 2002  | Gee Atherton       | Marc Beaumont        | Daniel Stanbridge  |
| 2003  | Gee Atherton       | James Gould          | Philip Shucksmith  |
| 2004  | David Young        | Robert Smith         | Matthew Simmonds   |
| 2005  | Matthew Simmonds   | Richard Thomas       | Ralph Jones        |
| 2006  | Brendan Fairclough | Ralph Jones          | Ben Cathro         |
| 2007  | Joshua Bryceland   | Sam Dale             | Ruaridh Cunningham |

#### 4-cross
Élites
| Année | Or             | Argent         | Bronze         |
| ----- | -------------- | -------------- | -------------- |
| 2004  | Dan Atherton   | Gee Atherton   | Steve Peat     |
| 2005  | Dale Holmes    | Scott Beaumont | Will Longden   |
| 2006  | Will Longdon   | Dale Holmes    | James Gould    |
| 2007  | Dale Holmes    | Scott Beaumont | Lewis Lacey    |
| 2008  | Scott Beaumont | Will Longden   | Lewis Lacey    |
| 2009  | Scott Beaumont |                |                |
| 2012  | Scott Beaumont |                |                |
| 2013  | Scott Beaumont | Tom Dowie      | Nathan Parsons |
| 2014  | Scott Beaumont |                |                |
| 2015  | Scott Beaumont |                |                |
| 2016  | Scott Beaumont |                |                |
| 2017  | Scott Beaumont | Luke Cryer     | Duncan Ferris  |
| 2018  | Scott Beaumont |                |                |

Juniors
| Année | Or             | Argent       | Bronze          |
| ----- | -------------- | ------------ | --------------- |
| 2005  | Ben Stephenson | Jason Davies | George Marshall |
| 2006  | Chris Jackson  | Pat Campbell | David Roberts   |

#### Marathon
| Année | Or                 | Argent            | Bronze             |
| ----- | ------------------ | ----------------- | ------------------ |
| 2005  | Nick Craig         | James Ouchterlony | Ian Wilkinson      |
| 2006  | Nick Craig         | James Ouchterlony | John Veness        |
| 2007  | James Ouchterlony  | Nick Craig        | Dave Collins       |
| 2008  | Ian Wilkinson      | Nick Craig        | Duncan Jamieson    |
| 2009  | Oliver Beckingsale | Paul Oldham       | Ian Bibby          |
| 2010  | Oliver Beckingsale | Lee Williams      | Ian Wilkinson      |
| 2012  | Lee Williams       | Nick Craig        | Daniel Fleeman     |
| 2013  | Neal Crampton      | Robert Friel      | Oliver Beckingsale |
| 2014  | Daniel Fleeman     | Ian Field         | Nick Craig         |
| 2015  | Ben Thomas         | Daniel Fleeman    | Giles Drake        |
| 2016  | Ben Thomas         | Paul Oldham       | Giles Drake        |
| 2017  | Tom Bell           | Ben Thomas        | Paul Oldham        |
| 2018  | Nicholas Corlet    | Ben Thomas        | Paul Oldham        |
| 2019  | Ben Thomas         | Joe Griffiths     | Nick Craig         |
| 2021  | Jacob Scott        | Frazer Clacherty  | Connor Swift       |
| 2022  | Ben Thomas         | Thomas Mein       | Cameron Orr        |
| 2023  | Cameron Mason      | Jason Bouttell    | James Swadling     |

### Femmes

#### Cross-country
Élites
| Année | Or                 | Argent            | Bronze            |
| ----- | ------------------ | ----------------- | ----------------- |
| 1989  | Sally Hibberd      |                   |                   |
| 1991  | Sally Hibberd      |                   |                   |
| 1992  | Caroline Alexander |                   |                   |
| 1993  | Caroline Alexander |                   |                   |
| 1996  | Tracey Brunger     |                   |                   |
| 1997  | Caroline Alexander | Isla Rowntree     | Julie Whiting     |
| 1998  | Tracey Brunger     | Jenny Copnall     | Amanda Wilde      |
| 1999  | Caroline Alexander | Louise Robinson   | Jenny Copnall     |
| 2000  | Caroline Alexander | Lydia Gould       | Louise Robinson   |
| 2001  | Caroline Alexander | Suzanne Thomas    | Jenny Copnall     |
| 2002  | Caroline Alexander | Suzanne Thomas    | Jenny Copnall     |
| 2003  | Jenny Copnall      | Suzanne Thomas    | Rebecca Webb      |
| 2004  | Suzanne Thomas     | Jenny Copnall     | Fiona Walker      |
| 2005  | Jenny Copnall      | Katy Simcock      | Kate George       |
| 2006  | Jenny Copnall      | Ruth McGavigan    | Kim Hurst         |
| 2007  | Jenny Copnall      | Jennifer O'Connor | Ruth McGavigan    |
| 2008  | Jenny Copnall      | Paula Moseley     | Suzanne Clarke    |
| 2009  | Suzanne Clarke     | Jenny Copnall     | Sharon Laws       |
| 2010  | Annie Last         | Maddie Horton     | Jenny Copnall     |
| 2011  | Annie Last         | Nikki Harris      | Lee Craigie       |
| 2012  | Nikki Harris       | Lee Craigie       | Melanie Alexander |
| 2013  | Lee Craigie        | Jane Nuessli      | Tracy Moseley     |
| 2014  | Annie Last         | Kerry Macphee     | Jessica Roberts   |
| 2015  | Annie Last         | Alice Barnes      | Annabel Simpson   |
| 2016  | Annie Last         | Kerry Macphee     | Maxine Filby      |
| 2017  | Annie Last         | Kerry Macphee     | Joanne Clay       |
| 2018  | Annie Last         | Kerry Macphee     | Nikki Brammeier   |
| 2019  | Annie Last         | Isla Short        | Kerry Macphee     |
| 2021  | Isla Short         | Kerry MacPhee     | Holly MacMahon    |
| 2022  | Annie Last         | Evie Richards     | Isla Short        |
| 2023  | Evie Richards      | Isla Short        | Annie Last        |

Espoirs
| Année | Or               | Argent         | Bronze         |
| ----- | ---------------- | -------------- | -------------- |
| 2012  | Annabel Simpson  | Katy Winton    | Carla Haines   |
| 2013  | Bethany Crumpton | Rebecca Preece | Carla Haines   |
| 2014  | Bethany Crumpton | Alice Barnes   | Rebecca Preece |
| 2016  | Evie Richards    | Isla Short     | Lucy Grant     |
| 2017  | Evie Richards    | Isla Short     | Ffion James    |
| 2018  | Evie Richards    | Sophie Wright  | Isla Short     |
| 2019  | Evie Richards    | Ffion James    | Holly MacMahon |
| 2021  | Harriet Harnden  | Anna Kay       | Anna Flynn     |
| 2022  | Harriet Harnden  | Elena McGorum  | Anna Flynn     |

Juniors
| Année | Or                  | Argent                 | Bronze          |
| ----- | ------------------- | ---------------------- | --------------- |
| 1999  | Katherine Hibberd   | Sarah Black            | Joanne Raine    |
| 2005  | Abi Greenaway       | Fiona Blagg            | Alix Chester    |
| 2006  | Amy Thompson        | Jessie Roberts         | Marie Stuart    |
| 2007  | Annabel Simpson     | Annie Last             | Marie Stuart    |
| 2008  | Annie Last          | Annabel Simpson        | Carla Haines    |
| 2012  | Bethany Crumpton    | Alice Barnes           | Rebecca Preece  |
| 2013  | Alice Barnes        | Isla Short             | Sophie Fennell  |
| 2014  | Isla Short          | Evie Richards          | Ffion James     |
| 2017  | Emily Wadsworth     | Patsy Caines           | Kim Baptista    |
| 2018  | Harriet Harnden     | Anna McGorum           | Poppy Wildman   |
| 2019  | Harriet Harnden     | Anna Flynn             | Anna McGorum    |
| 2021  | Elena McGorum       | Ella Maclean-Howell    | Zoe Bäckstedt   |
| 2022  | Ella Maclean-Howell | Emily Carrick-Anderson | Kacey Eyeington |

#### Descente
Élites
| Année | Or                  | Argent              | Bronze               |
| ----- | ------------------- | ------------------- | -------------------- |
| 1996  | Karen Van Meerbeeck |                     |                      |
| 1997  | Karen Van Meerbeeck | Helen Mortimer      | Tamsyn Green         |
| 1998  | Tracy Moseley       | Karen Van Meerbeeck | Tamsyn Green         |
| 1999  | Helen Mortimer      | Tracy Moseley       | Karen Van Meerbeeck  |
| 2000  | Tracy Moseley       | Helen Mortimer      | Adele Croxon         |
| 2001  | Fionn Griffiths     | Tracy Moseley       | Adele Croxon         |
| 2002  | Tracy Moseley       | Helen Gaskell       | Helen Mortimer       |
| 2003  | Helen Gaskell       | Anja Rees-Jones     | Emily Horridge       |
| 2004  | Rachel Atherton     | Maria Conway        | Emily Horridge       |
| 2005  | Rachel Atherton     | Helen Gaskell       | Anja Rees-Jones      |
| 2006  | Tracy Moseley       | Rachel Atherton     | Helen Gaskell        |
| 2007  | Tracy Moseley       | Helen Gaskell       | Fionn Griffiths      |
| 2008  | Tracy Moseley       | Helen Gaskell       | Katy Curd            |
| 2009  | Tracy Moseley       | Helen Gaskell       | Jessica Stone        |
| 2010  | Jessica Stone       | Katy Curd           | Helen Gaskell        |
| 2011  | Tracy Moseley       | Katy Curd           | Jessica Stone        |
| 2012  | Rachel Atherton     | Manon Carpenter     | Kerry Wrigglesworth  |
| 2013  | Rachel Atherton     | Manon Carpenter     | Tahnee Seagrave      |
| 2014  | Rachel Atherton     | Manon Carpenter     | Katy Curd            |
| 2015  | Rachel Atherton     | Manon Carpenter     | Katy Curd            |
| 2016  | Rachel Atherton     | Tahnee Seagrave     | Manon Carpenter      |
| 2017  | Rachel Atherton     | Tahnee Seagrave     | Manon Carpenter      |
| 2018  | Katy Curd           | Megan Whyte         | Abbie Sloan          |
| 2019  | Stacey Fisher       | Chloe Taylor        | Becci Skelton        |
| 2021  | Katherine Sharp     | Phoebe Gale         | Stacey Fisher        |
| 2022  | Kerry Wilson        | Maxine Yates        | Amber Simpson        |
| 2023  | Harriet Harnden     | Tahnee Seagrave     | Phoebe Gale          |
| 2024  | Harriet Harnden     | Mikayla Parton      | Louise-Anna Ferguson |

Juniors
| Année | Or             | Argent       | Bronze        |
| ----- | -------------- | ------------ | ------------- |
| 1998  | Becci Fitch    | Sarah Finney | Sarah Finney  |
| 1999  | Jo Leigh       | Claire White | Claire White  |
| 2000  | Rhian Atherton | Anna Collins | Sarah Barrell |
| 2001  | Rhian Atherton | Anna Collins | Lucy Collins  |
| 2002  |                |              |               |
| 2003  | Kirsty Price   | Kirsty Price | Kirsty Price  |
| 2004  | Katy Curd      | Katy Curd    | Katy Curd     |
| 2005  | Aimee Dix      | Aimee Dix    | Aimee Dix     |
| 2006  | Aimee Dix      | Aimee Dix    | Aimee Dix     |
| 2007  | Kirsty Price   | Kirsty Price | Kirsty Price  |

#### 4-cross
| Année | Or               | Argent         | Bronze       |
| ----- | ---------------- | -------------- | ------------ |
| 2005  | Charlie Phillips | Lauren Smith   | Kim Bent     |
| 2006  | Joey Gough       | Kirsty Price   | Kirsty Price |
| 2013  | Katy Curd        | Cara Murray    | Kay Heather  |
| 2017  | Tyde D'Souza     | Courtney Abbis | Melanie Nice |

#### Marathon
| Année | Or               | Argent           | Bronze               |
| ----- | ---------------- | ---------------- | -------------------- |
| 2006  | Jenny Copnall    | Liz Scalia       | Paula Moseley        |
| 2007  | Elizabeth Scalia | Sally Bigham     | Melanie Alexander    |
| 2008  | Sally Bigham     | Elizabeth Scalia | Paula Moseley        |
| 2009  | Sally Bigham     | Jenny Copnall    | Jane Nuessli         |
| 2010  | Sally Bigham     | Jane Nuessli     | Lesley Ingram        |
| 2012  | Jane Nuessli     | Rachel Fenton    | Verity Appleyard     |
| 2013  | Sally Bigham     | Jane Nuessli     | Catherine Williamson |
| 2014  | Sally Bigham     | Rickie Cotter    | Melanie Alexander    |
| 2015  | Kerry Macphee    | Lee Craigie      | Melanie Alexander    |
| 2016  | Sharon Laws      | Charlotte Davies | Melanie Alexander    |
| 2017  | Amy Souter       | Erica Moks       | Katherine Simpson    |
| 2018  | Sally Bigham     | Rebecca Leaper   | Verity Appleyard     |
| 2019  | Ruth Miller      |                  |                      |
| 2021  | Isla Short       | Amy-Jo Hansford  | Joanne Thom          |
| 2022  | Amy Henchoz      | Sophie Johnson   | Christina Wiejak     |
| 2023  | Isla Short       | Anna Kay         | Amy Henchoz          |